# Primero yo
Primero Yo es una película en blanco y negro de Argentina dirigida por Fernando Ayala sobre el guion de Luis Pico Estrada según un argumento de Héctor Olivera que se estrenó el 19 de febrero de 1964 y que tuvo como protagonistas a Alberto de Mendoza, Marilina Ross, Ricardo Areco y Susana Freyre. Fue filmada parcialmente en Punta del Este. La película tuvo como títulos alternativos los de Juanjo siempre gana y Machito. Por este filme el director fue candidato en 1964 en el Festival Internacional de Cine de Cannes a la Palma de oro.
La película trata sobre un hijo que desea ser bailarín y debe enfrentar la oposición de su padre. En ella se retrata por primera vez sin burla ni caricatura a la comunidad LGBT+ de Buenos Aires en el cine argentino. Ayala y Olivera formaban una pareja homosexual y realizaron juntos gran cantidad de películas relacionadas con la temática LGBT+.

## Sinopsis
Un playboy divorciado se reencuentra con su hijo adolescente y quiere formarlo a su semejanza.

## Reparto
- Alberto de Mendoza
- Marilina Ross
- Ricardo Areco
- Susana Freyre
- Héctor Gance
- Mercedes Sombra
- Carlos Muñoz
- Cristina Berys
- Mirtha Dabner
- Soledad Vértiz
- Horacio Casals
- Juan Manuel Tenuta
- Duilio Marzio
- María Vaner
- Marcelo Simonetti
- Eugenia Ravinskaya
- Felipe Laforge
- Carlos Denis
- Ricardo Larson
- Raúl Cormello
- Eduardo Bergara Leumann …Cameo
- Augusto Bonardo
- Esteban Nesich
- Julia von Grolman
- Mario Lozano …Cameo

## Comentarios
Clarín dijo:

”Fernando Ayala llega en parte a incorporar Primero Yo a la lista de las buenas producciones.”

S. Horovitz opinó en Propósitos:

”La historia se extiende algo en superficie sin la necesaria profundización.”

Por su parte, Manrupe y Portela escriben:

”A partir del estereotipo corredor de auto-playboy una copia del asunto y el estilo de Il sorpasso de Dino Risi –Italia, 1962-, hasta en los tics del protagonista. Por lo demás una película anodina que deja la sensación de haber podido ser mejor. Conceptualmente dentro de la línea de Paula cautiva.”